# Goulet, Orne
Goulet là một [[xã của Pháp|xã]] thuộc tỉnh Orne trong vùng Normandie tây bắc nước Pháp. Xã này nằm ở khu vực có độ cao trung bình 158 mét trên mực nước biển.

## Dân số
| 1962                                           | 1968 | 1975 | 1982 | 1990 | 1999 |
| ---------------------------------------------- | ---- | ---- | ---- | ---- | ---- |
| 288                                            | 290  | 305  | 293  | 307  | 304  |
| Số liệu từ năm 1962: Dân số không tính hai lần |      |      |      |      |      |